# Municipio de San Pedro Carchá
Municipio de San Pedro Carchá är en kommun i Guatemala.   Den ligger i departementet Departamento de Alta Verapaz, i den centrala delen av landet, 100 km norr om huvudstaden Guatemala City.